# Lily Tomlin
Lily Tomlin, all'anagrafe Mary Jean Tomlin (Detroit, 1º settembre 1939), è un'attrice e comica statunitense.

## Biografia
Figlia di una casalinga, Lillie Mae Ford, e di un contadino, Guy Tomlin, una coppia di confessione battista che migrò nel Kentucky durante la Grande depressione, ha studiato alla Wayne State University dove ha scoperto il proprio interesse per il cinema e le arti, partecipando come attrice a spettacoli universitari, prima a Detroit e poi a New York: il suo esordio televisivo avvenne nel 1965 con The Merv Griffin Show. Nel 1969, entra nel cast del popolare programma televisivo, il Rowan & Martin's Laugh-In, basato su sketch comici.

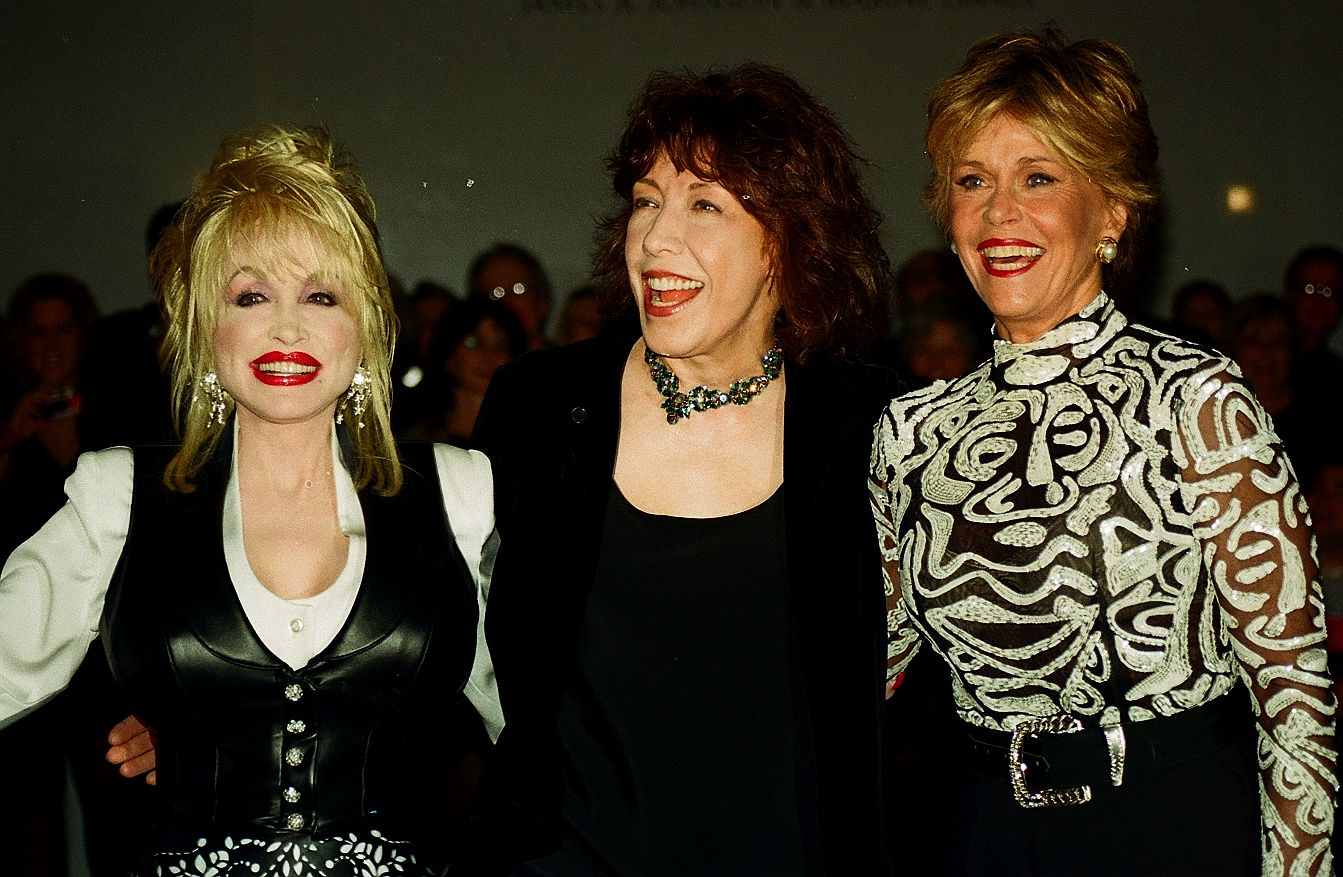
Da sinistra: Dolly Parton, Lily Tomlin e Jane Fonda nel 2000

Ottenne molta popolarità, tanto che la AT&T, principale compagnia telefonica statunitense, le offrì 500.000 dollari per una pubblicità in cui lei impersonasse uno dei suoi più amati personaggi, la centralinista Ernestine, ma rifiutò per non compromettere la propria dignità artistica. Il vero successo arriva poi con Robert Altman, che la sceglie per interpretare il ruolo di Linnea Reese in Nashville (1975), per il quale riceve una candidatura agli Oscar come migliore attrice non protagonista.
Negli anni successivi Tomlin prese parte a film di vario genere, tra cui L'occhio privato (1977) di Robert Benton, Dalle 9 alle 5... orario continuato (1980) di Colin Higgins, Affari d'oro (1988) di Jim Abrahams, Ombre e nebbia (1991) di Woody Allen, Amori e disastri (1996) di David O. Russell, Un tè con Mussolini (1999) di Franco Zeffirelli e The Walker (2007) di Paul Schrader. Ancora Altman la dirige in America oggi (1993) e nel suo ultimo film Radio America (2006). Dal 2015 è coprotagonista insieme a Jane Fonda in Grace and Frankie, serie televisiva che comprende anche Sam Waterston e Martin Sheen (con cui aveva già lavorato in West Wing - Tutti gli uomini del Presidente).

## Vita privata
Lily Tomlin è sposata dal 2013 con la sceneggiatrice Jane Wagner, con cui aveva una relazione dagli anni settanta.

## Filmografia

### Attrice

#### Cinema
- Nashville, regia di Robert Altman (1975)
- L'occhio privato (The Late Show), regia di Robert Benton (1977)
- Attimo per attimo (Moment by Moment), regia di Jane Wagner (1978)
- Dalle 9 alle 5... orario continuato (Nine to Five), regia di Colin Higgins (1980)
- The Incredible Shrinking Woman, regia di Joel Schumacher (1981)
- Ho sposato un fantasma (All of Me), regia di Carl Reiner (1984)
- Affari d'oro (Big Business), regia di Jim Abrahams (1988)
- The Search for Signs of Intelligent Life in the Universe, regia di John Bailey (1991)
- Ombre e nebbia (Shadows and Fog), regia di Woody Allen (1991)
- America oggi (Short Cuts), regia di Robert Altman (1993)
- A Beverly Hills... signori si diventa (The Beverly Hillbillies), regia di Penelope Spheeris (1993)
- Blue in the Face, regia di Paul Auster e Wayne Wang (1995)
- Amori e disastri (Flirting with Disaster), regia di David O. Russell (1996)
- Matrimonio per colpa (Getting Away with Murder), regia di Harvey Miller (1996)
- Cercasi tribù disperatamente (Krippendorf's Tribe), regia di Todd Holland (1998)
- Un tè con Mussolini (Tea with Mussolini), regia di Franco Zeffirelli (1999)
- Faccia a faccia (The Kid), regia di Jon Turteltaub (2000)
- Orange County, regia di Jake Kasdan (2002)
- I Heart Huckabees - Le strane coincidenze della vita (I ♥ Huckabees), regia di David O. Russell (2004)
- Radio America (A Prairie Home Companion), regia di Robert Altman (2006)
- The Walker, regia di Paul Schrader (2007)
- La Pantera Rosa 2 (The Pink Panther 2), regia di Harald Zwart (2009)
- Admission - Matricole dentro o fuori (Admission), regia di Paul Weitz (2013)
- Grandma, regia di Paul Weitz (2015)
- Voltare pagina (Moving On), regia di Paul Weitz (2022)
- 80 voglia di Brady (80 for Brady), regia di Kyle Marvin (2023)

#### Televisione
- Guerra al virus (And the Band Played On), regia di Roger Spottiswoode – film TV (1993)
- X-Files (The X-Files) – serie TV, episodio 6x06 (1998)
- West Wing - Tutti gli uomini del Presidente (The West Wing) – serie TV, 34 episodi (2002-2006)
- Will & Grace – serie TV, episodi 7x14-8x12 (2005)
- Desperate Housewives – serie TV, 6 episodi (2008-2009)
- Damages – serie TV, 8 episodi (2010)
- NCIS - Unità anticrimine (NCIS) – serie TV, episodio 9x03 (2011)
- Grace and Frankie – serie TV, 94 episodi (2015-2022)

#### Cortometraggi
- The Procession (2012)

### Doppiatrice
- Allacciate le cinture! Viaggiando si impara (The Magic School Bus) - serie TV, 52 episodi (1994-1996)
- I Simpson (The Simpsons) – serie TV, 1 episodio (2005)
- Ant Bully - Una vita da formica (The Ant Bully), regia di John A. Davis (2006)
- Ponyo sulla scogliera (崖の上のポニョ Gake no ue no Ponyo), regia di Hayao Miyazaki (2008)

## Doppiatrici italiane
Nelle versioni in italiano delle opere in cui ha recitato, Lily Tomlin è stata doppiata da:
- Angiolina Quinterno in L'occhio privato, Attimo per attimo, Dalle 9 alle 5... orario continuato, Homicide, X-Files
- Paila Pavese in Guerra al virus, Matrimonio per colpa, West Wing - Tutti gli uomini del Presidente, Desperate Housewives
- Ludovica Modugno in Faccia a faccia, I Heart Huckabees - Le strane coincidenze della vita, Radio America, Web Therapy
- Melina Martello in Blue in the Face, Voltare pagina, 80 voglia di Brady
- Fabrizia Castagnoli in Un tè con Mussolini, Grace and Frankie
- Rita Savagnone in La Pantera Rosa 2, Admission - Matricole dentro o fuori
- Aurora Cancian in Affari d'oro, NCIS - Unità anticrimine
- Maria Pia Di Meo in Ho sposato un fantasma
- Manuela Andrei in America oggi
- Barbara Castracane in A Beverly Hills... signori si diventa
- Stefania Romagnoli in Will & Grace
- Anna Teresa Eugeni in Orange County
- Beatrice Margiotti in The Walker
- Vittoria Febbi in Damages

Da doppiatrice è sostituita da:
- Alessandra Mussolini in I Simpson
- Vittoria Febbi in Ant Bully - Una vita da formica
- Graziella Porta in Allacciate le cinture! Viaggiando si impara - The Magic School Bus
- Serena Verdirosi in Spider-Man - Un nuovo universo

## Riconoscimenti
- Premio Oscar
  - 1975 – Candidatura alla migliore attrice non protagonista per Nashville

Nel corso della sua carriera ha vinto 2 Tony Awards, 5 Emmy Awards, 5 American Comedy Awards, un Grammy Award, una Coppa Volpi, un Orso d'argento, un Golden Globe, un BAFTA e uno Screen Actors Guild Award alla carriera; ha inoltre ricevuto una candidatura al Premio Oscar, una ai Satellite Award e una agli Writers Guild of America Awards.